# Campo de Marte (San Petersburgo)

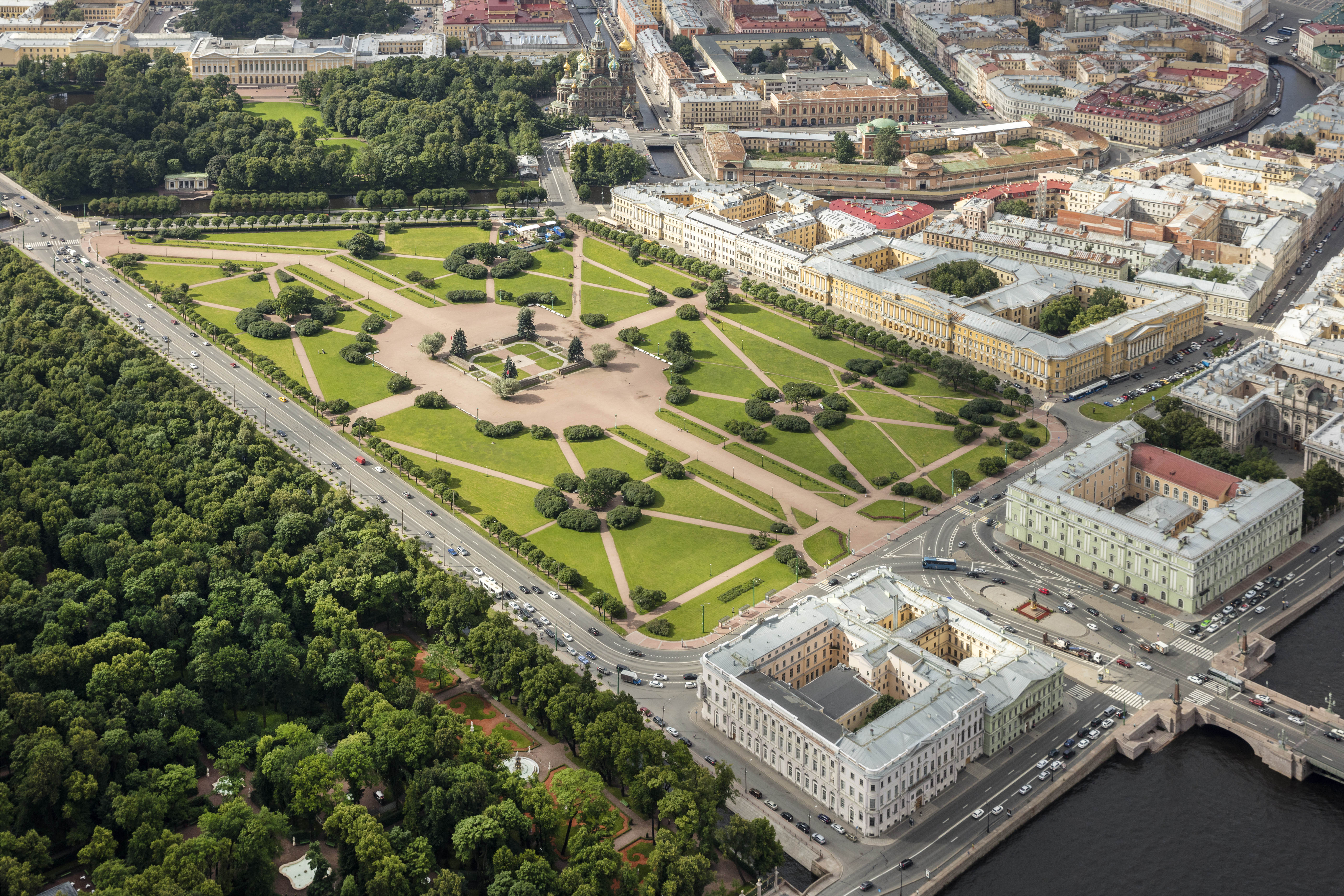
Vista aérea del Campo de Marte.

El Campo de Marte o Mársovo Polie (en ruso: Ма́рсово по́ле) es un gran parque que lleva el nombre de Marte, el dios romano de la guerra, situado en el centro de San Petersburgo, Rusia, con una superficie de unas nueve hectáreas. Al norte bordean el Campo de Marte el Palacio de Mármol, la plaza de Suvórov y las casas de Betskói y Saltykov-Schedrín, al oeste está el cuartel del regimiento Pávlovski, y el río Moika forma el límite por el sur.

## Historia

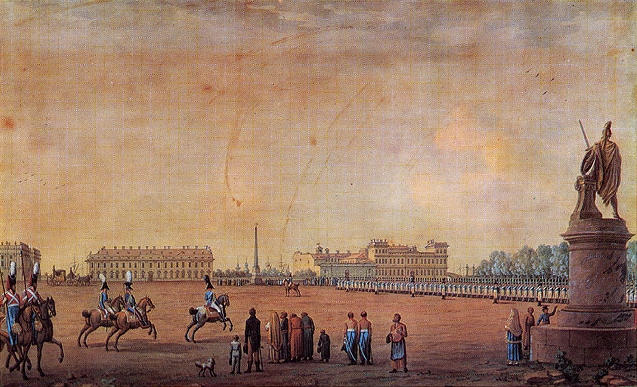
El Campo de Marte a principios del, por Benjamin Patersen.

La historia del Campo de Marte se remonta a los primeros años de San Petersburgo. En esa época se llamaba «Gran Pradera». Posteriormente fue el escenario de las celebraciones de la victoria rusa en la Gran Guerra del Norte y el campo se renombró «Campo de Diversión» (Potéshnoe Polie). En la década de 1740, el Campo de Diversión se transformó durante un corto tiempo en un «parque de paseo» con caminos, césped y flores. Su siguiente nombre, «Pradera de la Zarina», aparece después de que la familia real encargara a Rastrelli construir el Palacio de Verano para la Emperatriz Isabel. Pero hacia finales del siglo XVIII, la Pradera de la Zarina se convirtió en un campo de entrenamiento militar donde erigieron monumentos que conmemoran las victorias del ejército ruso y donde se realizaban regularmente desfiles y ejercicios militares.
En 1799, se colocó en el centro del Campo el obelisco de Rumyántsev y en 1801 se colocó en el lado sur un monumento a Aleksandr Suvórov realizado por Mijaíl Kozlovski. El gran líder militar estaba representado como Marte, dios romano de la guerra. En 1805, la Pradera de la Zarina fue renombrada oficialmente Campo de Marte. El obelisco de Rumyántsev fue trasladado a la Isla Vasílievski en 1818, mientras que por sugerencia de Carlo Rossi el monumento a Suvórov fue trasladado a la Plaza Suvórov, al lado del Campo de Marte. Tras la Revolución de Febrero de 1917, el Campo de Marte perdió finalmente su importancia como campo de entrenamiento militar y se convirtió en una zona conmemorativa, usada para enterrar a los muertos por la revolución. En verano de 1942, el Campo de Marte se cubrió completamente con huertos para abastecer a la sitiada Leningrado.

## Personas enterradas aquí

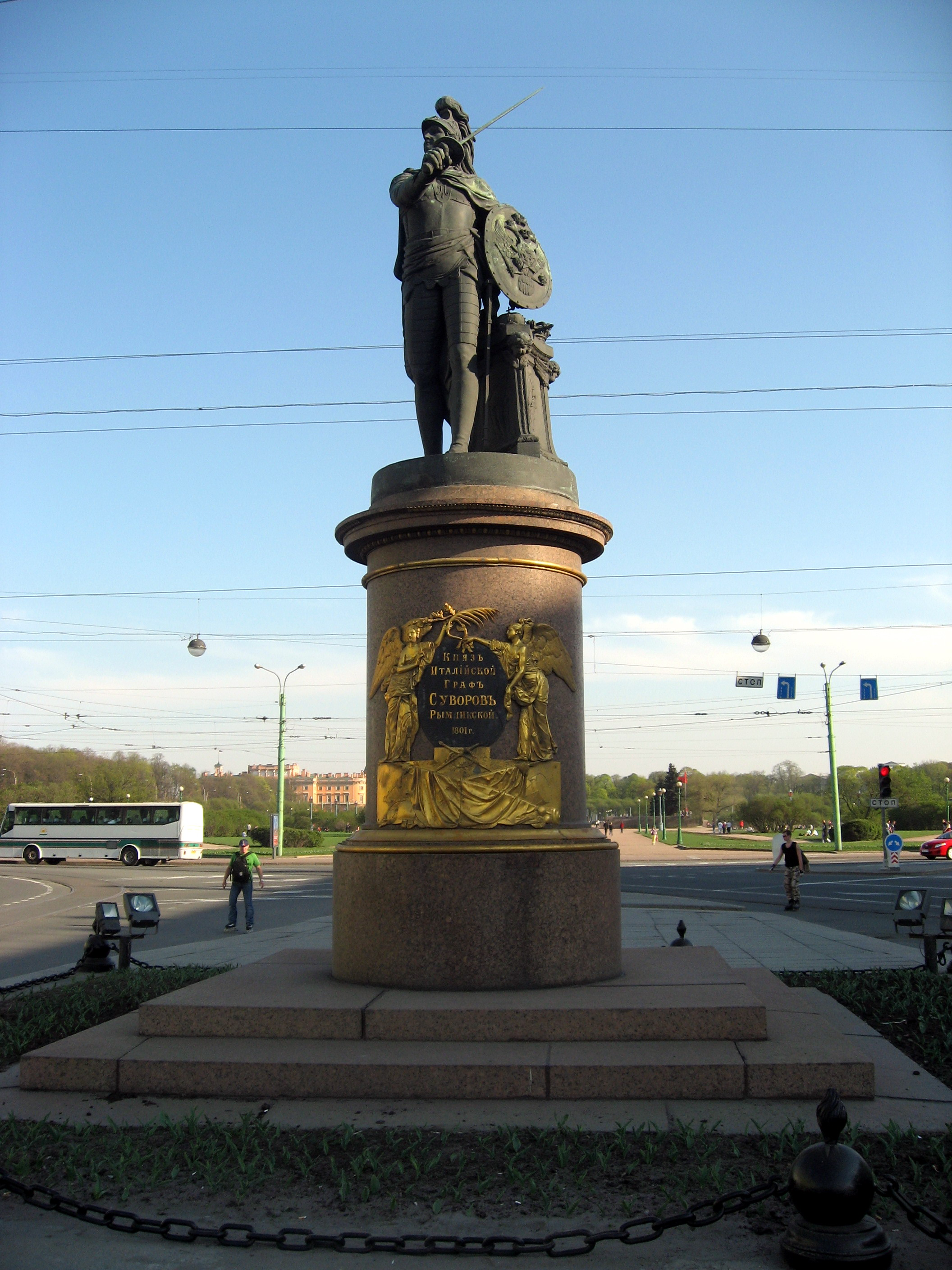
Aleksandr Suvórov como un joven Marte, por Mijaíl Kozlovski, 1799-1801.

Algunas de las personas enterradas en el parque son:
- Avrov D.N. (1890-1922), revolucionario
- V. Volodarski (1891-1918), revolucionario
- Voskov S.P. (1888-1920), revolucionario
- Gaskóvich, M.M. (1884-1928), revolucionario
- Iván Gazá (1894-1933), comandante militar
- Grigóriev N.S. (1890-1919), bolchevique
- Ereméiev K.S. (1874-1931), revolucionario y comandante militar
- Hyrskymurto, T.W. (1881-1920), revolucionario y bolchevique
- Jokinen, V.E. (1879-1920), periodista, parlamentario, bolchevique y miembro del Parlamento de Finlandia.
- Kettunen, F.T. (1889-1920), bolchevique y encargado de organización militar del Partido Comunista de Finlandia
- Kotlyakov I.E.. (1885-1929), bolchevique
- Kupshe A.I.. (?-1919), comisario del Ejército Rojo
- Lashévich М.М. (1884-1928), comandante militar
- Likhtenshtadt-Mazin V.O. (1882-1919), revolucionario
- Lindqvist, K.E. (1877-1920), bolchevique, parlamentario, miembro del Comité del Pueblo y delegado de transporte
- Mgébrov-Chekán К. (1913-1922), revolucionario
- Mijáilov-Politikus L.M. (1872-1928), revolucionario
- Najimson S.M. (1885-1918), revolucionario
- Rákov A.S. (1885-1919), comisario del Ejército Rojo
- Rahja, J. (1887-1920), bolchevique finlandés y miembro del comité central del Partido Comunista de Finlandia
- Sainio, J.W. (1880-1920), bolchevique finlandés y representante del Partido Comunista Revolucionario
- Savolainen, L. (1897-1920), bolchevique finlandés y secretario de organización militar del Partido Comunista de Finlandia
- Rudolf Sievers (1892-1918), comandante militar
- Nikolái Tolmachov (1895-1919), comandante militar
- Moiséi Uritski (1873-1918), revolucionario
- Grigori Tsiperóvich (1871-1932), revolucionario
- Viitasaari, J.T. (1891-1920), bolchevique finlandés y comandante Rojo

### Tras la Revolución de Febrero

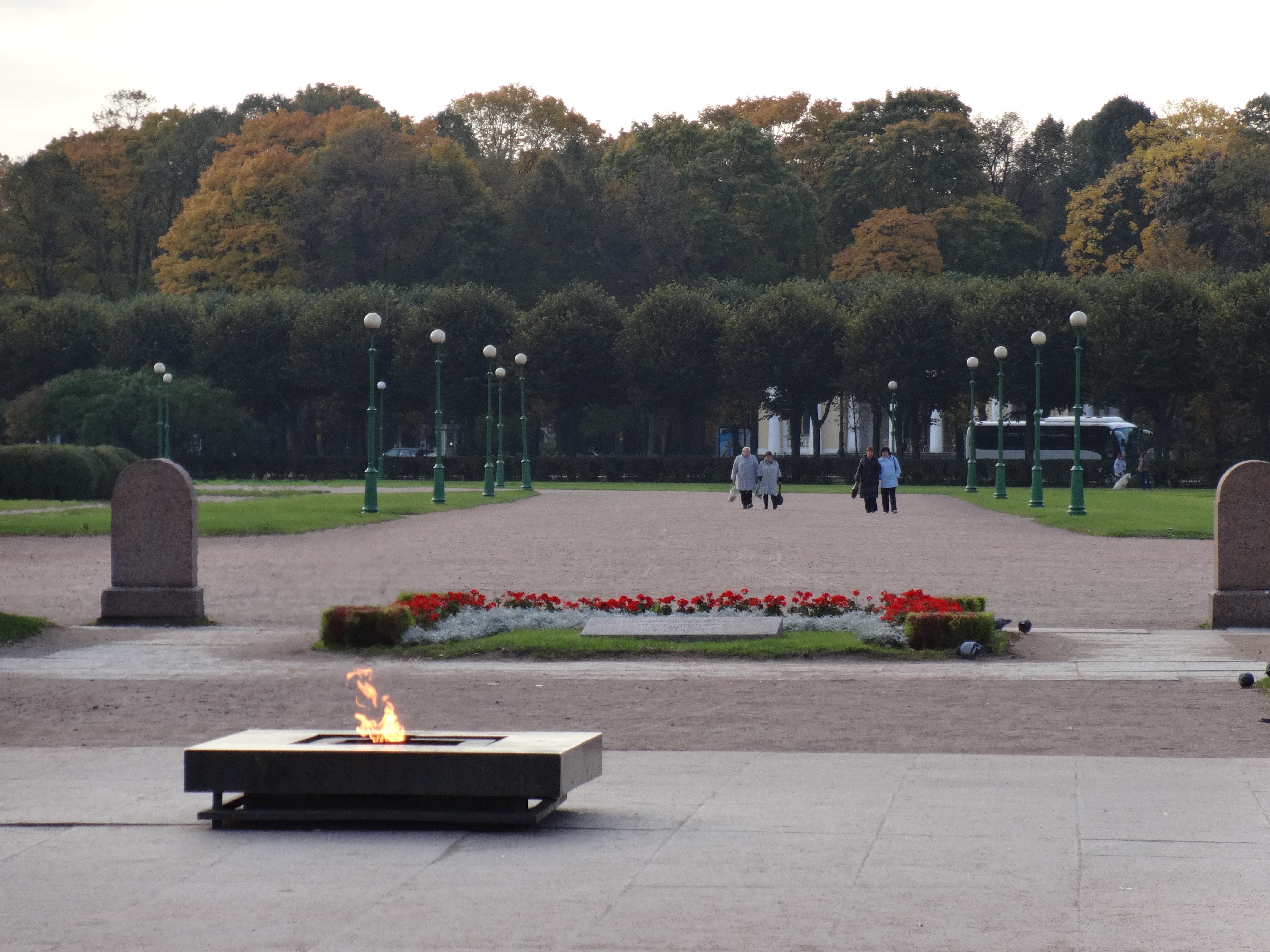
La llama eterna del Campo de Marte.

El 23 de mayo de 1917, los participantes de la Revolución de Febrero fueron enterrados aquí. 184 de los 1382 ciudadanos que fueron asesinados durante la revolución fueron enterrados en la fosa común. Entre 1917 y 1919, se erigió un monumento «a los combatientes de la revolución» (arquitecto L. Rúdnev) sobre las tumbas. En 1918, la plaza se renombró «Plaza de las Víctimas de la Revolución», pero en 1944 recuperó su nombre anterior.

## Llama eterna
El 6 de noviembre de 1957, se encendió una llama eterna en el centro del Campo, la primera de Rusia. Desde aquí la llama se transportó a Moscú en 1967 y se colocó cerca de la muralla del Kremlin, en la Tumba del Soldado Desconocido. La llama del Campo de Marte también arde en el Cementerio Memorial Piskarióvskoye y en otros monumentos conmemorativos de San Petersburgo.